# سرعوبية مشقوقة
سُرعوبية مشقوقة (الاسم العلمي: Galeopsis bifida)، نبات حولي موطنه الأصلي في أوروبا وآسيا ولكنه يوجد الآن في كندا والأجزاء الشمالية الغربية والوسطى الغربية من الولايات المتحدة. له العديد من الأسماء الشائعة مثل نبات القنب المشقوق.